# Piłka nożna na Letnich Igrzyskach Olimpijskich 1928
Wyniki turnieju piłki nożnej odbywającego się na Letnich Igrzyskach Olimpijskich w roku 1928 w Amsterdamie. W tym roku FIFA posiadała w swojej organizacji 41 członków z czego 5 doszło po poprzednim turnieju, w którym 2 nie było jeszcze nawet w FIFA. W turnieju tym wystąpiły drużyny z 4 kontynentów Europy, Afryki, Ameryki Północnej i Ameryki Południowej oprócz dwóch z Azji i Australii i Oceanii. Zwycięzca tego turnieju zostawał zarówno mistrzem olimpijskim jak i świata.

## Runda wstępna
| 27 maja Olympisch Stadion |  | Portugalia | 4 | - | 2 (2-2) | Chile |

## Pierwsza runda
| 27 maja Olympisch Stadion |  | Belgia | 5 | - | 3 (3-3) | Luksemburg |
| 28 maja Olympisch Stadion |  | Turcja | 1 | - | 7 (0-2) | Egipt      |

| 28 maja Olympisch Stadion |  | Rzesza Niemiecka | 4 | - | 0 (2-0) | Szwajcaria |

| 29 maja Olympisch Stadion          |  | Francja    | 3  | - | 4 (2-3) | Włochy        |
| 29 maja Het Nederlandsch Sportpark |  | Portugalia | 2  | - | 1 (1-1) | Królestwo SHS |
| 30 maja Olympisch Stadion          |  | Meksyk     | 1  | - | 7 (0-3) | Hiszpania     |
| 30 maja Olympisch Stadion          |  | Argentyna  | 11 | - | 2 (4-0) | USA           |
| 30 maja Olympisch Stadion          |  | Holandia   | 0  | - | 2 (0-1) | Urugwaj       |

## Ćwierćfinały
| 1 czerwca Olympisch Stadion |  | Włochy | 1 | - | 1 (1-1, 0-1), po dogrywce | Hiszpania |

Mecz został powtórzony.
| 2 czerwca Olympisch Stadion |  | Argentyna | 6 | - | 3 (3-2) | Belgia           |  |
| 3 czerwca Olympisch Stadion |  | Egipt     | 2 | - | 1 (1-0) | Portugalia       |  |
| 3 czerwca Olympisch Stadion |  | Urugwaj   | 4 | - | 1 (2-0) | Rzesza Niemiecka |  |
| 4 czerwca Olympisch Stadion |  | Włochy    | 7 | - | 1 (4-0) | Hiszpania        |  |

## Półfinały
| 6 czerwca Olympisch Stadion |  | Argentyna | 6 | - | 0 (3-0) | Egipt |

| 7 czerwca Olympisch Stadion |  | Włochy | 2 | - | 3 (1-3) | Urugwaj |

## O trzecie miejsce
| 9 czerwca Olympisch Stadion |  | Włochy | 11 | - | 3 (6-2) | Egipt |

## Finał
| 10 czerwca Olympisch Stadion |  | Urugwaj | 1 | - | 1 (1-1, 1-0), po dogrywce | Argentyna |

Mecz został powtórzony.
| 13 czerwca Olympisch Stadion |  | Urugwaj | 2 | - | 1 (1-1) | Argentyna |

## Turniej pocieszenia (dla drużyn, które odpadły)

### I runda turnieju
| 5 czerwca Het Kasteel |  | Holandia | 3 | - | 1 (2-0) | Belgia |

| 5 czerwca Monnikenhuize |  | Meksyk | 1 | - | 3 (1-1) | Chile |

### Finał turnieju
| 8 czerwca Kromme Zandweg |  | Holandia | 2 | - | 2 (2-2, 0-2), po dogrywce | Chile |

W wyniku losowania za zwycięzcę turnieju uznano reprezentację Holandii.

## Medale
| Złote   | Srebrne   | Brązowe |
| Urugwaj | Argentyna | Włochy  |

## Stadiony
| Amsterdam                                     |
| --------------------------------------------- |
| Olympisch Stadion                             |
| 52°20′36,30″N 4°51′15,09″E/52,343417 4,854192 |
| Pojemność: 34 tysięcy                         |
|                                               |